# Beverly Tyler
Pour les articles homonymes, voir Tyler.
Beverly Tyler (née le 5 juillet 1927 à Scranton, en Pennsylvanie  et morte le 23 novembre 2005 est une actrice et chanteuse américaine.

## Biographie
Beverly Tyler est née le 5 juillet 1927 à Scranton, en Pennsylvanie. Elle a commencé sa carrière à l'adolescence dans une radio locale et est allée à Hollywood pendant la Seconde Guerre mondiale. Elle a tourné dans plus de trente films entre 1943 et 1957 dont The Green Years, My Brother Talks to Horses (1947), The Fireball (1950), Voodoo Island (1957), The Toughest Gun in Tombstone (1958), et Hong Kong Confidential (1958).
Elle a également été une figure de la télévision, apparaissant dans des séries telles que The Andy Griffith Show, Bonanza et Adèle. En mai 1962, elle épouse Jim Jordan, Jr, le fils du célèbre couple de radio des années 1930 qui a joué dans Fibber McGee et Molly. Ils sont restés mariés jusqu'à la mort de Jordan Jr en décembre 1998.

## Filmographie partielle
- 1943 : La jeunesse s'amuse (Best Foot Forward) d'Edward Buzzell
- 1946 : Les Vertes Années  (The Green Years)
- 1950 : Rolling Fever
- 1952 : À feu et à sang (The Cimarron Kid)
- 1952 : The Battle of Apache Pass
- 1957 : Voodoo Island
- 1957 : Chicago Confidential
- 1958 : The Toughest Gun in Tombstone